# Зеравшан
Зеравшан, Зарафшан (перс. زرافشان‎, тадж. Зарафшон — «золотоносная», узб. Zarafshon/Зарафшон/زېرەۋشان; из персидского слова Zar-afšān, زرافشان, означающего «разбрасыватель золота»; в верховье — Матча, в низовье — Каракульдарья) — река в Таджикистане и Узбекистане. В древности являлась притоком Амударьи, в настоящее время не доходит до неё из-за разбора воды на орошение, разделяясь на рукава в Бухарском и Каракульском оазисах. Зеравшан орошает земли с богатой культурной историей.

## Общее описание
Современная длина реки — 877 километров, длина до Каракульского оазиса, где Зеравшан разделяется на рукава, — 803 км. Общая площадь бассейна составляет 41 860 км², из них на горную часть, образующую сток, приходится 17 710 км². Среднемноголетний расход воды, измеренный ниже устья Могиендарьи, составляет 162 м³/с, наибольший среднегодовой расход наблюдался в 1973 году (201 м³/с), наименьший — в 1957 году (112 м³/с). Река наиболее полноводна в июле (250—690 м³/с), наименее полноводна в марте (28—60 м³/с). Абсолютный минимум расхода воды был зафиксирован 31 января 1928 года (24 м³/с), абсолютный максимум — 31 мая 1964 года (996 м³/с).
Посредством канала Эскианхор имеет связь с рекой Кашкадарья, а посредством канала Искитюятартар — с рекой Санзар, которые подпитывает своими водами.
С целью эффективного использования вод Зеравшана построены Каттакурганское и Куйимазарское водохранилища, ряд гидроузлов.

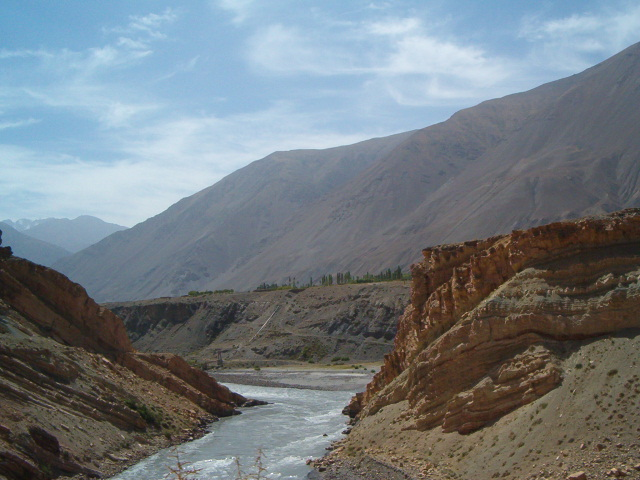
Зеравшан (Матча) близ посёлка Айни

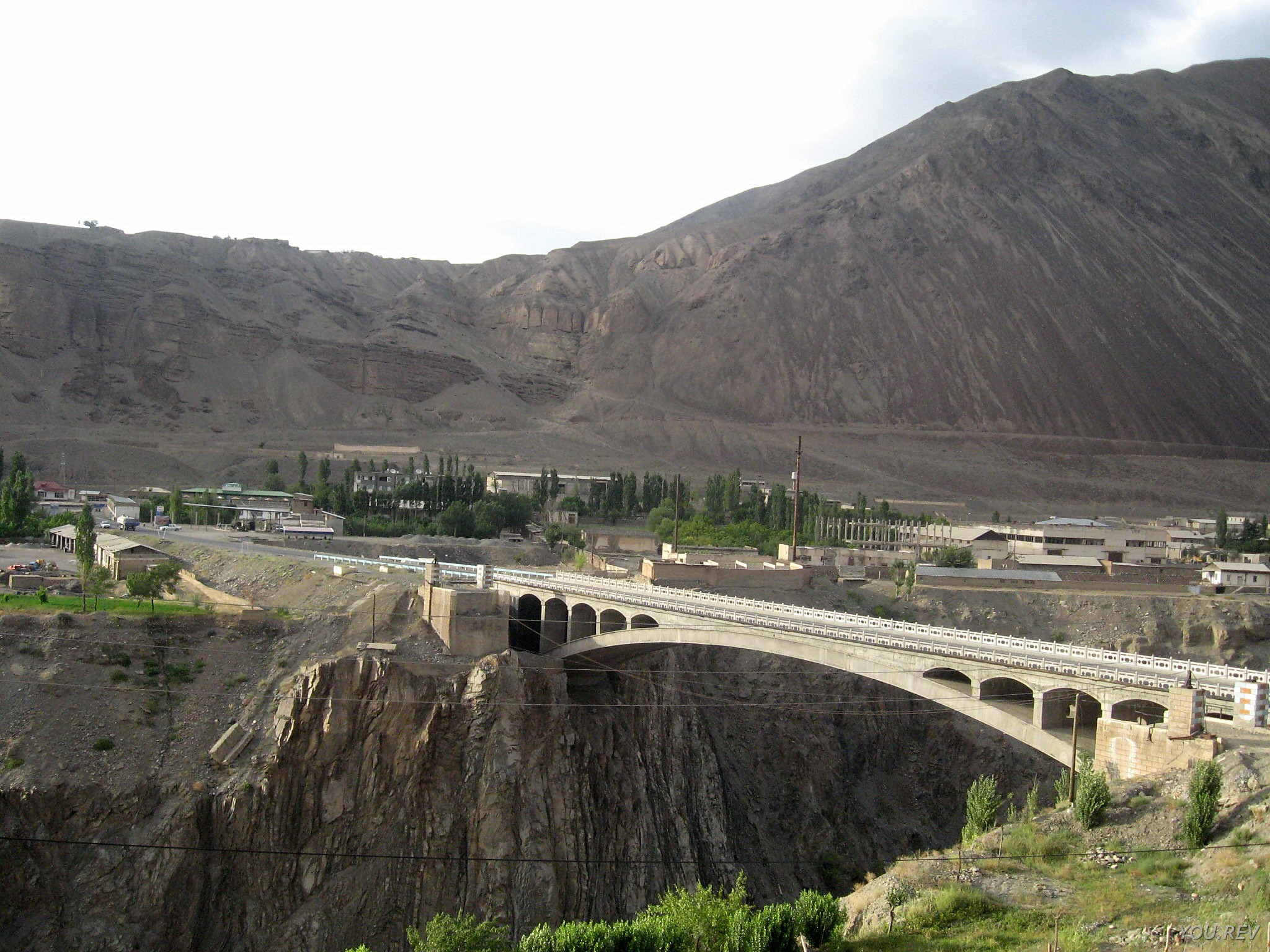
Мост через Зеравшан (Матчу) в посёлке Айни

## Течение реки

### Матча
Зеравшан берёт начало от Зеравшанского ледника в узле Коксу, образуемом стыком Туркестанского и Зеравшанского хребтов, на высоте 2775 м. Начальный участок течения длиной около 300 км пролегает в узкой и глубокой долине, из которых верхние 200 км река носит название Матча. Протекая между Туркестанским (на севере) и Зеравшанским хребтами (на юге), Матча имеет водосборную площадь в 4650 км². С левой южной стороны она принимает значительные притоки Фандарья, Кштут и Могиендарья.
Среднегодовой расход воды на данном участке колеблется в районе 58—108 м³/с. Матча многоводна на протяжении июля и августа, когда расход воды возрастает до 479 м³/с, и маловодна в апреле, когда расход воды снижается до 11 м³/с.
При впадении Могиендарьи приобретает название Зеравшан.

### Среднее течение

#### До Самарканда
Пройдя по территории Таджикистана к западу до Пенджикента, Зеравшан поворачивает к северо-западу. Ниже Пенджикента начинается равнинный участок течения, где в Зеравшан не впадает ни одного значительного притока вплоть до его окончания.
За Пенджикентом Зеравшан пересекает границу с Узбекистаном. У пересечения границы Таджикистана и Узбекистана на Зеравшане стоит Верхнезарафшанский гидроузел (Рават-Ходжинская плотина). Здесь берёт начало крупный канал Даргом. Ниже плотины Зеравшан образует оазис, в котором располагается Самарканд.

#### Акдарья и Карадарья
В районе Самарканда, на Самаркандском (Ак-Карадарьинском) гидроузле река разделяется на рукава Акдарья (северный) и Карадарья (южный), между которыми лежит остров Мианкаль. Два русла вновь сливаются около города Янгирабад. Также гидротехническое сооружение даёт начало магистральным оросителям Курбанабад (расходом 25 м³/с) и Центральному Мианкальскому каналу (расходом 70 м³/с). На 57-м километре течения рукава Карадарья расположен Дамходжинский гидроузел, откуда берут начало подводящий канал Каттакурганского водохранилища (на расход 100 м³/с), каналы Нарпай (на расход 56 м³/с) и Мианкаль-Хатырчинский (на расход 54 м³/с).

#### После объединения
Орошая крупные засушливые территории через Каттакурган, Зеравшан течёт до города Навои и поворачивает на юго-запад. Зервашан питает Бухарский оазис, являясь его единственной водной артерией.
В Бухарском и Навоийском вилоятах Зеравшан обеспечивает водой целый ряд оросительных систем. Крупные водозаборы производятся на пяти гидроузлах — Карманинском, Навоийском, Шафирканском, Хархурском и Дуабинском.

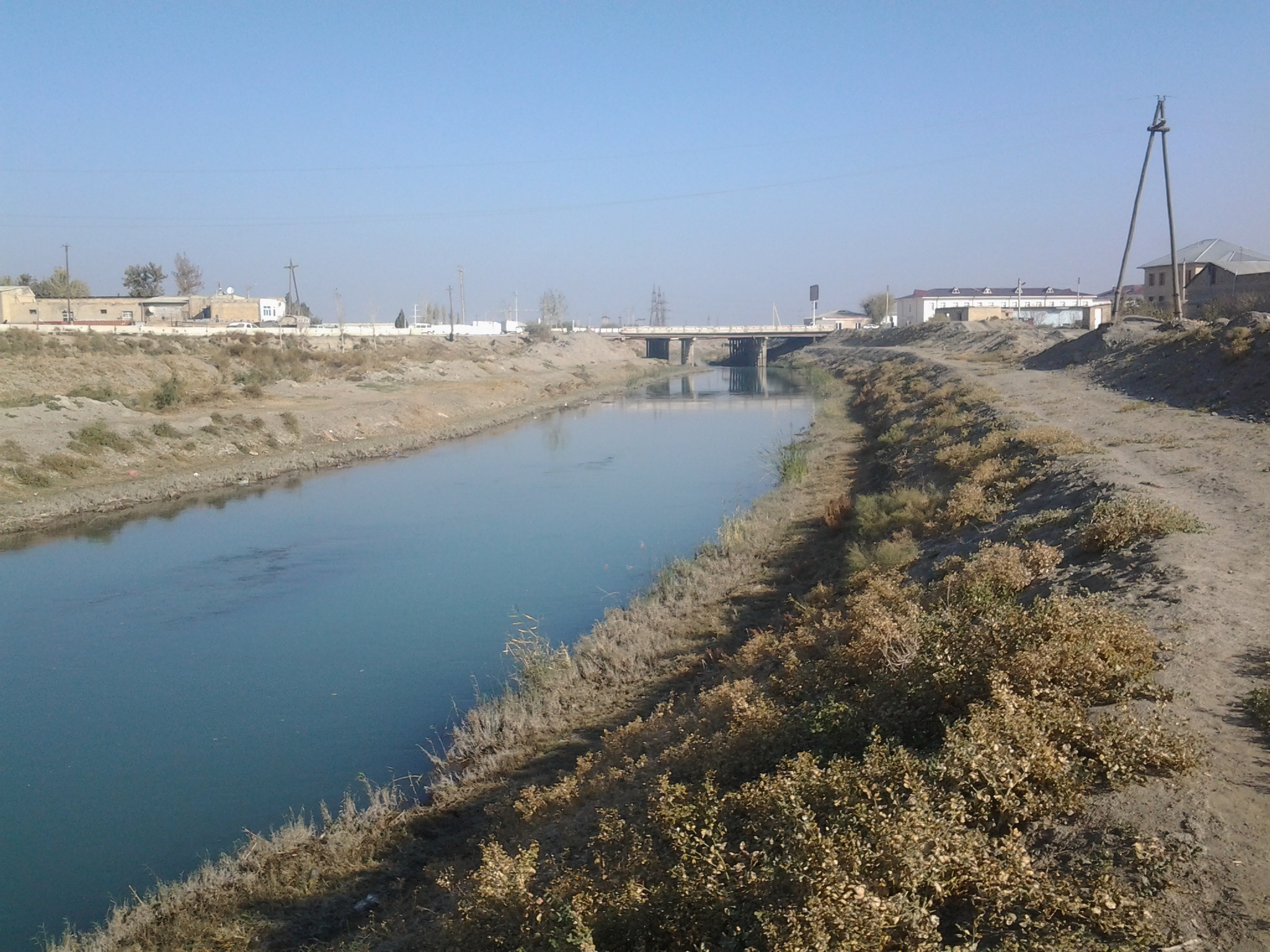
Центральный Бухарский коллектор (канализированный Зеравшан) близ Жондора

### Каракульдарья
После Дуабинского гидроузла река носит имя Каракульдарья.
В 1971 году участок русла Зеравшана в нижнем течении (от Дуабинского гидроузла) был канализирован, расширен и углублён. Новое русло получило название Центрального Бухарского коллектора. Вдоль начального отрезка коллектора сохранились следы старого, извилистого, русла Каракульдарьи, вода в котором имеется непостоянно.
Воды Центрального Бухарского коллектора вливаются в коллектор Маханкуль и далее — в озеро Маханкуль. В районе Махана русло Зеравшана расходится с искусственным трактом коллектора, продолжаясь в сторону Каракульского оазиса.

### Дельтовые рукава
В Каракульском оазисе Зеравшан распадался на ряд небольших рукавов: Тайкыр, Сарыбазар, Гурдюш, Уйгур, которые в ходе хозяйственной деятельности были преобразованы в каналы. Распределение воды Зеравшана по каналам первично происходило в 3 км от города Каракуль, а протоки Тайкыр и Сарыбазар образовывались от нижележащего разделения русла надвое. После проведения Аму-Каракульского канала бывшие рукава Зеравшана были подсоединены к нему в качестве отводов. В настоящее время они питаются, главным образом, амударьинской водой, хотя возможность поступления зеравшанской воды сохраняется.
Русло Тайкыра, который являлся основным рукавом Зеравшана, тянется до озера Денгизкуль. В наши дни Тайкыр лежит практически обезвоженным, только в зимний и весенний период по нему сбрасываются излишки вод, возвращаемых от полива. В период половодья Тайкыр впадает в Денгизкуль. Рукав Сарыбазар течёт по Каракульскому оазису, пересыхает.
В далёком прошлом Зеравшан являлся притоком Амударьи, с которой соединялся через самую нижнюю протоку Тайкыр.

## История и значение
На левом берегу реки Зеравшан, в 15 км к западу от районного центра Пенджикент, находится древнейшее поселение эпохи энеолита (IV—II тысячелетие до н. э.) — Саразм (первый в Таджикистане памятник Всемирного наследия).
Известно о поселениях со времен неолита — древняя стоянка Заман-Баба в 27 км северо-западнее города Каракуль, городища Хазарасп (II—III века) и Кумушкент (I—V века). Древнейший город Самарканд основан на берегах реки около 700 лет до н. э. Название персидского происхождения указывает на знание о золотосодержащих песках верховьев реки с древности.
Римский писатель Курций Руф, живший в I веке н. э., в своих трудах называл реку греческим словом «Политимет», которое вызывало много споров. Это название, как в своё время указывал Страбон, было дано реке македонянами и переводилось как «многочтимый». Скорее всего, это перевод с местного наречия, ибо греки вряд ли могли заниматься почитанием среднеазиатских рек. В этом помогли разобраться китайские историки, которые называли реку «Нами», что повторяет пехлевийское название «Намик», то есть «знатное», «почитаемое» (древнеперс. «Немахья») и соответствует греческому «Политимет».
Алишер Навои называет реку, на которой построен Самарканд, рекой Кўҳак.
Несмотря на то, что река менее крупная и известная, чем Амударья и Сырдарья, она имеет ещё большее хозяйственное и особенно ирригационное значение.